# READY! KICK OFF!!
「READY! KICK OFF!!」（レディ! キックオフ!!）は、音楽ガッタスの4枚目のシングル。2010年3月6日にUP-FRONT WORKSより発売。

## 概要
- 前作「Come Together」から1年半ぶりとなる今作は、澤田由梨の卒業により7人編成でのリリースとなった。
- 最初の発表では音楽ガッタスコンサートツアー「ガッタス流」のコンサート会場のみでの限定販売だった。会場購入限定のノベリティとして、オレンジ色のバンダナが数量限定で付いた[1]。
- 後に通信販売でも数量限定で取り扱われた[2]。

## 収録曲
1. READY! KICK OFF!!
作詞・作曲：つんく　編曲：湯浅公一
2. READY! KICK OFF!! (Instrumental)

## 参加ミュージシャン
READY! KICK OFF!!
- プログラミング＆ギター：湯浅公一
- コーラス：竹内浩明